# Warington Wilkinson Smyth
Pour les articles homonymes, voir Smyth.
Warington Wilkinson Smyth (26 août 1817-19 juin 1890) est un géologue britannique.

## Biographie
Smyth est né à Naples, le fils de l'amiral William Henry Smyth et sa femme Annarella Warington. Son père est engagé dans les Survey of the Mediterranean de l'Amirauté au moment de sa naissance. Smyth fait ses études à la Westminster School et à la Bedford School. Il étudie ensuite au Trinity College de Cambridge, où il est membre de l'équipage de Cambridge lors de la course de bateaux de 1839 et obtient son baccalauréat en 1839. Ayant obtenu une bourse de voyage, il passe plus de quatre ans en Europe, en Asie Mineure, en Syrie et en Égypte, accordant une grande attention à la minéralogie et à l'Exploitation minière, examinant les bassins houillers, les mines métallifères et les salines, et faisant la connaissance de nombreux géologues et minéralogistes .
Smyth épouse Anna Maria Antonia Maskelyne, fille d'Anthony Mervin Story Maskelyne, de Basset Down House, Wiltshire le 9 avril 1864. L'un de ses fils, Herbert Warington Smyth, est également ingénieur des mines, voyageur et conseiller géologique auprès du gouvernement du Siam . Un autre fils, Sir Nevill Smyth (1868-1941), remporte la Croix de Victoria à la bataille d'Omdurman .
Smyth meurt dans sa maison londonienne à Inverness Terrace, Bayswater, le 19 juin 1890, mais est enterré à St Erth, non loin de sa maison de campagne à Marazion en Cornouailles . Il est commémoré par une plaque murale dans la Cathédrale de Truro, où il a été membre fondateur du comité de construction .

## Commission géologique

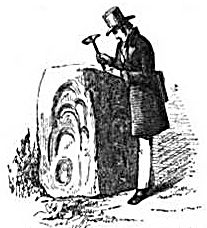
Carreg Pumsaint à Dolaucothi examiné par Smyth

À son retour en Angleterre en 1844, Smyth est nommé géologue minier au Geological Survey et, en 1851, chargé de cours à la Royal School of Mines, poste qu'il occupe jusqu'en 1881, date à laquelle il quitte la chaire de minéralogie mais continue comme professeur d'exploitation minière. Plus tard, il devient inspecteur en chef des minéraux au Bureau des bois et forêts, ainsi qu'au duché de Cornouailles . Il enquête sur la mine d'or romaine à Dolaucothi et publie un court article sur ses observations en 1846 dans Memoirs of the Geological Survey. Par la suite, il donne des conférences sur l'extraction de l'or à la suite des ruées vers l'or en Californie et en Australie dans les années 1850.
Smyth est élu membre de la Royal Society en 1858. Il devient président de la Société géologique de Londres en 1866-1868, et en 1879, il est président d'une commission royale chargée d'enquêter sur les accidents dans les mines de charbon, dont les travaux se poursuivent jusqu'en 1886. Il contribue à divers articles dans les Mémoires de la Commission géologique, le Journal trimestriel de la Société géologique et les Transactions de la Société géologique royale de Cornouailles, en tant que président du RGSC de 1871 à 1879, puis de 1883 à 1890 . Il est également l'auteur d'une année avec les Turcs (1854) et d'un traité sur le charbon et les mines de charbon (1867). Il est anobli en 1887. Il est aussi un Chevalier de l'Ordre italien des Saints-Maurice-et-Lazare et de l'Ordre portugais du Christ.